# CAC All-Share
Le CAC All-Share est un indice boursier de la Bourse de Paris créé le 3 janvier 2005. Depuis le 21 mars 2011, l'indice inclut toutes les entreprises cotées à Paris.

## Historique
Le 3 février 2011, Euronext a annoncé l’harmonisation de sa gamme d’indices à Paris, approuvée par le Conseil Scientifique des Indices de NYSE Euronext et qui a pris effet le 21 mars 2011. A cette date, l'indice CAC All-Share inclut désormais toutes les entreprises cotées
à Paris. Quant aux valeurs incorporées dans un pays autre que le pays du marché de référence ne seront incluses que si leur taux de rotation annuel est supérieur à 3%.

## Composition
Cet indice, non limité en nombre de valeurs, est composé de toutes les sociétés cotées à Euronext Paris.
Sa composition est revue quotidiennement, avec des examens semestriels en janvier et en juillet.